# Eliane Elias
Eliane Elias (São Paulo, 19 de marzo de 1960) es una pianista brasileña de música clásica y popular, que se aproxima constantemente al jazz y a la fusión de este con las llamadas músicas del mundo, entre ellas la bossa nova de su país de nacimiento. Vive en Nueva York.

## Biografía
Heredó su talento musical de su madre, Lucy, pianista clásica que también se interesaba por el jazz. Tras estudiar seis años en el Centro Livre de Aprendizagem Musical (CLAM) en São Paulo, siguió estudiando técnica clásica con Amilton Godoy y Amaral Vieria. Ya de adolescente, Elias compuso sus primeros temas y empezó a actuar en clubs de jazz. Realizando una gira por Europa en 1981, conoció al bajista de jazz Eddie Gómez que la animó a viajar a Nueva York, donde estudió con Olegna Fuschi en la Juilliard School of Music. 
La carrera profesional de Elias consiguió un avance importante cuando fue invitada a unirse al grupo Steps Ahead, formado por Michael Brecker, Peter Erskine, Mike Manieri y Eddie Gómez. Grabó el disco Steps Ahead con el grupo, en 1983. Tras abandonar el conjunto, empezó a colaborar con el trompeta Randy Brecker, con quien se casaría más tarde y grabaría un disco a dúo con él titulado "Amanda" (1984). 
Su siguiente paso profesional fue el de convertirse ella misma en líder de sus grupos, con los que ha realizado varias giras, contando con músicos como Jack DeJohnette y Gómez, en su primer trío; y Erskine y Marc Johnson, con quien actualmente está casada, en el segundo. Su tercer trío contó con Marc Johnson al bajo y Satoshi Takeshi a la batería. 
Su disco de 1995 Solos and Duets lo realizó con Herbie Hancock. Aunque muchas de sus grabaciones han sido solo instrumentales, Elias ha incorporado también su voz en discos como Eliane Elias Plays Jobim de 1989. Trabaja también periódicamente con el Toots Thieleman's Brasil Project y como directora musical del grupo de Gilberto Gil.
Actualmente sigue tocando hoy en día.

## Discografía

### Como solista
| Año  | Álbum                                                    | Sello discográfico  |
| ---- | -------------------------------------------------------- | ------------------- |
| 1986 | Amanda                                                   | Passport Audio      |
| 1988 | So Far So Close                                          | Blue Note Records   |
| 1989 | Eliane Elias Plays Jobim                                 | Blue Note Records   |
| 1989 | Cross Currents                                           | Denon Records       |
| 1991 | Illusions                                                | Denon Records       |
| 1991 | A Long Story                                             | Blue Note Records   |
| 1992 | Fantasia                                                 | Blue Note Records   |
| 1993 | Paulistana                                               | Blue Note Records   |
| 1994 | Solos & Duets                                            | Blue Note Records   |
| 1996 | The Three Americas                                       | Blue Note Records   |
| 1997 | Impulsive                                                | Stunt               |
| 1998 | Eliane Elias Sings Jobim                                 | Blue Note Records   |
| 2000 | Everything I Love                                        | Blue Note Records   |
| 2002 | Kissed by Nature                                         | Bluebird/RCA        |
| 2004 | Dreamer                                                  | Bluebird/Arista     |
| 2004 | Portrait of Bill Evans                                   | JVC Compact Discs   |
| 2004 | Winds Is Like Jobim                                      | Toshiba Records     |
| 2006 | When You Wish Upon a Star                                | Sony/Columbia       |
| 2006 | Around the City                                          | Bluebird/RCA Victor |
| 2008 | Something for You: Eliane Elias Sings & Plays Bill Evans | Angel Records       |
| 2008 | Bossa Nova Stories                                       | Blue Note Records   |
| 2011 | Light My Fire                                            | Concord Music Group |
| 2012 | Swept Away                                               | ECM                 |
| 2013 | I Thought About You: A Tribute to Chet Baker             | Concord             |
| 2015 | Made in Brazil                                           | Concord             |
| 2017 | Dance of Time                                            | Concord             |

### Colaboraciones destacadas
| Año  | Álbum                                                               | Sello discográfico   |
| ---- | ------------------------------------------------------------------- | -------------------- |
| 1983 | Steps Ahead con Steps Ahead                                         | Elektra Records      |
| 1988 | Motion Poet con Peter Erskine                                       | Denon Records        |
| 1989 | Moonstone con Toninho Horta                                         | Polygram             |
| 1990 | Midnight in San Juan con Earl Klugh                                 | Warner Bros. Records |
| 1992 | The Brasil Project con Toots Thielemans                             | Private Music        |
| 1994 | Out of the Loop con The Brecker Brothers                            | GRP                  |
| 1994 | Double Rainbow: The Music of Antonio Carlos Jobim con Joe Henderson | Verve / Polygram[2]  |
| 1995 | Abandoned Garden con Michael Franks                                 | Warner Bros. Records |
| 2004 | Portrait of Bill Evans con Bob James                                | JVC Compact Discs    |
| 2005 | Holding Together con Steps Ahead                                    | NYC Music            |

- Datos: Q261027